# غلوكاغون معوي
جلوكاجون معوي (بالإنجليزية: Enteroglucagon)‏ هو هرمون ببتيدي مشتق من طليعة الجلوكاجون (Proglucagon).

## مكان إفرازه
يُفرز من خلايا القناة الهضمية وتحديداً خلايا الغشاء المخاطي (Mucosal Cells) وخصوصاً في القولون واللفائفي الانتهائي (هو آخر جزء بالأمعاء الدقيقة).

## تركيبه ودوره
يتكون هذا الهرمون من 37 حمض أميني، ويحث إفرازه وجود الجلوكوز والدهون في الأمعاء الدقيقة، ودوره هو تقليل حركة اللفائفي لكي يعطي الوقت لإتمام عملية امتصاص المواد الغذائية من الأمعاء الدقيقة.

## روابط خارجية
- Overview at colostate.edu
- فسيولوجيا: 6/6ch2/s6ch2_27 - أساسيات فسيولوجيا الإنسان
- Enteroglucagon في المكتبة الوطنية الأمريكية للطب نظام فهرسة المواضيع الطبية (MeSH).